# Wolfgang Hess (Linguist)
Wolfgang Hess (* 28. September 1940 in Stuttgart) ist ein deutscher Ingenieur, Linguist und Hochschullehrer.

## Leben und Wirken
Nach seiner Reifeprüfung 1960 in Schorndorf studierte Wolfgang Hess von 1960 bis 1965 Elektrotechnik an der Technischen Hochschule/Universität Stuttgart. 1965 legte er seine Diplomprüfung ab. Von 1966 bis 1972 war er als wissenschaftlicher Assistent an der Technischen Universität München tätig, wo er 1972 über "Digitale grundfrequenzsynchrone Analyse von Sprachsignalen" zum Dr. ing. bei Theodor Einsele promovierte. Bis 1986 arbeitete er dort als Oberingenieur im Bereich der Datenverarbeitung weiter und habilitierte sich 1979. Im Jahre 1986 übernahm er eine ordentliche Professur für Kommunikationsforschung und Phonetik an der Universität Bonn. Er beschäftigt sich neben der allgemeinen Phonetim vor allem mit der digitalen Signalverarbeitung und Sprachsynthese. Im Jahre 2008 trat er in den Ruhestand. 

## Veröffentlichungen (Auswahl)
- Pitch determination of speech signals. Algorithms and devices (= Springer series in information sciences, Bd. 3). Springer, Berlin/Heidelberg 1983, ISBN 3-540-11933-7 (= Habilitationsschrift Technische Universität München).
- Digitale Filter. Eine Einführung. Teubner, Stuttgart 1989 (2. überarb. u. erw. Aufl. 1993, ISBN 3-519-16121-4).

- (Hrsg., mit Walter F. Sendlmeier): Beiträge zur angewandten und experimentellen Phonetik (= Zeitschrift für Dialektologie und Linguistik, Beihefte, Bd. 72). Steiner, Stuttgart 1992, ISBN 3-515-06050-2.
- (mit Peter Vary, Ulrich Heute): Digitale Sprachsignalverarbeitung. Teuber, Stuttgart 1998, ISBN 3-519-06165-1.
- (Hrsg.): Elektronische Sprachsignalverarbeitung (= Studientexte zur Sprachkommunikation, Bd. 22). w.e.b. Univ.-Verl., Dresden 2001, ISBN 3-935712-62-6.

Festschrift
- Walter F. Sendlmeier (Hrsg.): Speech and signals. Aspects of speech synthesis and automatic speech recognition. Dedicated to Wolfgang Hess on his 60th birthday (= Forum phoneticum, Bd. 62). Wiss. Buchh. Hector, Frankfurt/M. 2000, ISBN 3-930110-17-2 (Schriftenverzeichnis Wolfgang Hess S. 177ff.).